# ヴァイアー捜索隊
エンス川沿いのヴァイアーに展開した捜索隊（Auffangstab）は、第二次世界大戦末期、戦線後方の制限地域において敗残兵の捜索、逮捕、および銃殺を行ったドイツ国防軍の部隊である。41人の遺骨が後に発見された。1945年4月から5月の間、捜索隊によって処刑された者の正確な人数は不明である。

## 歴史
1945年5月8日のドイツ国防軍の無条件降伏により、ヨーロッパにおける第二次世界大戦は終結するはずだった。しかし、ドイツの野戦裁判所は、その後も連合国に解放されていない地域で死刑執行を継続した。オーバーエスターライヒでは、1945年4月29日までアメリカ軍の進駐が行われず、おそらく降伏の後にも、ヴァイアーに所在する軍法会議によって国防軍および武装親衛隊の脱走兵に対して死刑判決が下され、また執行されていた。
依然として国防軍が支配を保っている地域では、いずれの国防軍/武装親衛隊将兵も特別な許可がなければ通過できない警戒線が設置された。警戒線と警戒線の間の地域は、脱走兵および避難民の侵入を禁ずる「制限地域」と定められ、徹底的な捜索を実施することとされた。この任務のために、遊撃隊（Streifenkommandos）と野戦裁判所（Feldstandgerichten）から成る部隊、いわゆる捜索隊が編成されたのである。彼らは制限地域を通過する全ての兵士を捕らえ、尋問の後、脱走兵か否かを判断した。
1945年4月9日、前線が迫る第17軍管区 (ウィーン)でも警戒線が設置された。これはシュタイアーマルク州ヒーフラウからオーバーエスターライヒ州エンスタルを経由し、ヴァイトホーフェン・アン・デア・イプスへと至るものだった。4月9日までに南方軍集団は、警戒線の監視に当たらせるべく、カール・エベルハルト・パウル・フォン・マイヤー大佐（Carl Eberhard Paul von Mayer）を指揮官とする捜索隊をヴァイアーへと派遣した。その後の1ヶ月間、エンスタルで「脱走容疑者」の捜索および逮捕が繰り返され、短い法廷審問の後、そのほとんどが銃殺された。犠牲者のうち、35人の身元が明らかになっているが、ヴァイアーの捜索隊が実際にどれだけの「容疑者」を処刑したのかは定かではない。現在、地元の墓地の慰霊碑、ヴァイアーのシャフグラーベン（Schafgraben）およびグラセレルグラーベン（Glaserergraben）の処刑場跡地の慰霊碑には、次の言葉が刻まれている：「かつてこの地で、総統の名のもとに戦友の手で処刑された兵士たちを偲んで」（Dem Andenken der an dieser Stelle von ihren Brüdern im Auftrag des Führers gemordeten Soldaten.）
敗戦直前、上ドナウ帝国大管区全域が戦場となったことについては、オストマルク軍集団司令官ロタール・レンデュリック上級大将、あるいは大管区指導者兼州総督アウグスト・アイグルーバーの責任によるところが大きい。彼らはいずれも継戦を主張しており、敗戦間際の混乱の中で困難かつとりとめのない命令を繰り返した。こうした命令は、脱走兵および敗残兵に対する冷酷な措置へと繋がっていった。
マリアツェルから派遣されたマイヤー大佐は、4月9日に遊撃隊および野戦裁判所と共にヴァイアーに到着し、4月11日から捜索隊としての活動に着手した。捜索隊は聖十字架姉妹団（Kreuzschwestern）の牧師館および住居を兵舎として使用した。脱走容疑者の収容所と尋問施設もここに設置された。周辺の山や森は昼夜を問わず徹底的に捜索され、周辺の農家も常に調べられた。逮捕された容疑者は修道院1階の集会所に連行され、繰り返し尋問を受けた。身元を明かせなかった者には直ちに銃殺刑が言い渡された。
銃殺刑を執行する処刑場としてはグラセレルグラーベンが選ばれ、後にシャフグラーベンでも行われるようになった。刑は午前4時から午前7時に執行することとされていた。銃殺隊に選ばれた兵士の中には、「誰かを撃ってから食う朝飯は最高だ」と冗談を口にする者もいた。
銃殺された遺体は死体袋に詰め込まれ、馬車でヴァイアーの墓地に送られた。運搬の際、処刑場から墓地まで血の跡が残るのが常だった。運び込みの際、墓地に居合わせた者は追い出され、埋葬が終わるまで墓地を離れていなければならなかった。処刑された者の正確な人数は現在まで不明であり、示される数字は情報源によって異なる。1954年に集団墓地が掘り返された時、41人分の遺体が発見され、そのうち23人の身元が特定された。
ヴァイアーの捜索隊による犠牲者に初めて言及したのは、エンスの牧師が『Oberösterreichische Nachrichten』紙に寄せた記事で、これは1946年5月5日に『ヴァイアーの捜索隊の残虐行為』（Die Bluttaten des Auffangstabes von Weyer）の題で出版された。この中では35人の犠牲者の身元が明かされている。聖十字架姉妹団の修道女テオクリア（Theoklia）は書籍『オーバーエスターライヒの聖十字架姉妹団』（Die Kreuzschwestern in Oberösterreich）の中でこの事件に触れた。
捜索隊の指揮官は、ドレスデン出身の将校、カール・エベルハルト・パウル・フォン・マイヤー大佐だった。軍事裁判で裁判長を務めたのは、ギュンター・ヤーン法務少佐（Günther Jahn）だった。ヤーンが捜索隊での任務についての責任を問われることはなく、戦後も法律家として活動し、リューネブルク地方裁長官も務めた。第292歩兵師団で1940年2月から1944年3月まで師団付軍医を務めたティリング軍医大佐（Tiling）も、この捜索隊に加わっていた。尋問責任者はハノーファー出身のテリーズ大尉（Tellies）だった。
ヴァイアーの捜索隊が敗戦直前に多くの友軍兵士を処刑したことについて、いずれの隊員も法廷での追求を受けることはなかった。一方、戦争から逃れようとした兵士の多くは、戦後も長らく裏切り者や味方殺しの汚名を着せられたまま生きていかねばならなかった。